# Piotr Brygierski
Piotr Brygierski (ur. ok. 1630, zm. 21 stycznia 1718 w Cieszynie) – polski malarz.
Pochodził z Wielkopolski z miasta „Kragink”, które identyfikuje się z Kraśnikiem. W 1655 roku namalował obraz przedstawiający chrzest Chrystusa; znajduje się on w kaplicy św. Jana Chrzciciela w kościele kamedułów w Bielanach.
16 stycznia 1678 roku poślubił Elżbietę Herman z Cieszyna, 18 grudnia 1682 roku przyjął prawa miejskie w tym mieście. Zaprojektował zaporę w Wiśle Małej w 1687 roku. Był autorem m.in. obrazów o tematyce religijnej, portretu wotywnego kanonika Klaybora (znajduje się w kościele św. Marii Magdaleny w Cieszynie) i portretu Adama Wacława, księcia cieszyńskiego (znajduje się w Muzeum Śląska Cieszyńskiego).
Był ojcem Ludwika Antoniego Brygierskiego, także malarza.